# كريستين هارفنسون
كريستين هارفنسون (وُلد في تاريخ 25 يونيو 1962) هو صحفي استقصائي أيسلندي ومتحدث باسم منظمة ويكيليكس.
عمل كريستين في مختلف الصحف بأيسلندا واستضاف البرنامج التليفزيوني كومباس (Kompás) على القناة الأيسلندية ستو 2 (Stöð 2)، حيث نجح هو وفريقه إلى حد بعيد في الكشف عن النشاطات الإجرامية والفساد الذي تمارسه المناصب العليا. وفي فبراير 2009، أثناء التحقيق في العلاقة بين كابثنج بنك الأيسلندي وروبرت تشينجويز، تم إيقاف هذا البرنامج عن البث وتسريح كريستين وطاقم عمله.
وبعد فترة وجيزة، تعاقد كريستين مع آر يو في (RÚV)، هيئة الإذاعة الوطنية الأيسلندية. وفي أغسطس 2009، كان يعمل على موضوع يدور حول دفتر القروض الخاص ببنك كابثنج، والذي نشر مؤخرًا على موقع ويكيليكس، عندما حصل البنك على أمر بمنع النشر أصدره مكتب الشريف بريكيافيك، والذي يحظر على هيئة الإذاعة الوطنية الأيسلندية النشر حول دفتر القروض، وفي نفس الوقت كان يمكن الوصول إليه علانيةً عبر الإنترنت من خلال موقع ويكيليكس. ولاحقًا تم سحب أمر المنع.
هذا وقد تمت إقالة كريستين من هيئة الإذاعة الوطنية الأيسلندية (لم يجددوا له العقد) في يوليو 2010 ومنذ ذلك الحين، عمل كصحفي مستقل، وتعاون مع ويكيليكس وارتقى إلى منصب المتحدث الرسمي باسم المنظمة، حيث انسحب المؤسس جوليان أسانج عن الأضواء. وقد تنبأ بهجمات ديسمبر 2010 الموجهة لموقع ويكيليكس، والتي شنتها شركات مثل ماستر كارد وفيزا، وغيرها من الشركات الداعية إلى «خصخصة الرقابة». وفي عام 2012، وبصفته المتحدث باسم منظمة ويكيليكس، دافع عن المنظمة على الموقع الإلكتروني الخاص بالتليفزيون السويدي ضد ما وصفه بحملة التشويه التي قامت بها صحيفة إكسبريسن (Expressen) المصغرة السويدية.
وقد حاز على لقب الصحفي الأيسلندي للعام ثلاث مرات في أعوام 2004 و2007 و2010.

## روابط خارجية
- كريستين هارفنسون على موقع IMDb (الإنجليزية)
- كريستين هارفنسون على موقع مونزينجر (الألمانية)